# Міллерово (аеродром)
Міллерово — військовий аеродром в Ростовській області, розташований за 5 кілометрів на північний захід від міста Міллерово (належить до селища Долотинка). Тут базується 31-й винищувальний авіаційний полк з 1-ї змішаної авіаційної дивізії.

## Історія
На аеродромі до 2009 року було дислоковано 19-й гвардійський винищувальний авіаційний полк, що входив до складу 51-го корпусу ППО 4-ї армії ВПС та ППО. Потім полк був переформований у 6969-ту авіабазу у складі 7-ї бригади ВКО. На озброєнні авіабази перебували винищувачі МіГ-29 (зі складу 19-го гвардійського ВАП, а також з 31-го гвардійського винищувального авіаційного полку, розформованого в Зернограді).
З 2009 до 2014 року аеродром не експлуатувався. 1 січня 2014 року було відновлено 31-й винищувальний авіаційний полк. Як основне озброєння винищувачі Су-30СМ нової модифікації, що надходять з 2015 року. Завершення постачання двох ескадрилей було заплановано на кінець 2016 року. Третя ескадрилья планується озброюватись літаками Су-35С. На середину 2017 року полк отримав на озброєння близько 18 літаків Су-30СМ.

### Російсько-українська війна
25 лютого 2022 року Повітряні сили України балістичною ракетою «Точка-У» завдали удару по авіабазі, розташованій за 16 км від кордону. Атака була відповіддю ЗСУ на обстріл українських міст Росією в ході російського вторгнення в Україну.
На той час на аеродромі базувалися літаки Су-30СМ, Су-25 та гелікоптери.
За твердженням українських сил, знищено щонайменше 2 літаки Су-30СМ Повітряно-космічних сил Росії. Російські ЗМІ поставили під сумнів успіх цієї атаки, стверджуючи, що втрати відсутні. Водночас російський воєнний кореспондент Семен Пєгов повідомив, що з російського боку є поранені. Офіційного підтвердження атаки від Росії не відбулося.
22 листопада 2022 двома безпілотними літальними апаратами не встановленої приналежності військовий аеродром був знову атакований.
В ніч на 20 липня 2024 аеродром та прилегла нафтобаза були атаковані кількома десятками БПЛА, повідомлялось про численні вибухи та пожежі, що виникли внаслідок атаки.

## Цивільний посадковий майданчик
На північно-східній околиці міста Міллерово є посадковий майданчик цивільної авіації (у радянський період — аеропорт місцевих повітряних ліній) «Міллерово», індекс УРРІ (URRI). Використовується для проведення авіаційних робіт. Здатний приймати у світлий час доби літаки Л-410, Ан-2 та всі легші, і навіть вертольоти всіх типів.

## Катастрофи та інциденти
- 1975 рік. Катастрофа літака Су-7У Єйського ВВАУЛ. На зльоті відбулося поздовжнє розгойдування літака, льотчик-інструктор лейтенант Ляшенко катапультувався, курсант загинув. Причина — помилка у техніці пілотування.
- 1975 рік. Аварія літака Су-7У 963-го навчального авіаційного полку (НАП) Єйського ВВАУЛ. Курсант А. Соболєва після повного відпрацювання палива здійснила посадку на кукурудзяне колгоспне поле.
- 14 червня 1988 року. Аварія літака Су-7У 963-го НАП Єйського ВВАУЛ. Капітан С. М. Кошелєв та курсант А. І. Петров катапультувались.
- 23 серпня 1988 року. Аварія літака Су-7У 963-го НАП Єйського ВВАУЛ. Капітан О. М. Мусатов та лейтенант С. Г. Дмитрієв на висоті 1200 м катапультувалися.
- 25 лютого 2022 внаслідок ракетного ударом знищено мінімум один Су-30СМ[9].